# 1С-Битрикс (компания)
«1С-Битрикс» (до 2007 года — «Битрикс») — российская технологическая компания, разработчик CMS «1С-Битрикс: Управление сайтом» и сервиса «Битрикс24».
Компания «Битрикс» основана в 1998 году Сергеем Рыжиковым совместно с группой единомышленников. Большинство из них работает в компании до сих пор.
Штаб-квартира компании расположена в Калининграде. Также есть офисы в Москве, Минске и Алма-Ате.

## История
Компания «Битрикс» основана в 1998 году Сергеем Рыжиковым вместе с двумя бывшими коллегами из АКБ «Инвестбанк».
В 2003 году компания выпустила коммерчески успешную «Битрикс: Управление сайтом 3.0». За несколько месяцев компания привлекла около 300 партнёров в партнёрскую сеть. В 2006 году у «Битрикса» насчитывалось более 1000 партнёров.
В 2007 году «Битрикс» создал совместное предприятие с компанией 1С. Организация получила название «1С-Битрикс», 50 % которой принадлежит «Битрикс», а 50 % — «1С».
В 2012 году «1С-Битрикс» выпустила облачный сервис «Битрикс24».
В 2019 году «1С-Битрикс» выпустила новый продукт — «1С-Битрикс24: Интернет-магазин + CRM».

## Продукты

### «1С-Битрикс: Управление сайтом»
CMS «1С-Битрикс: Управление сайтом» — система по созданию и управлению веб-проектами.
По оценкам Data Insight, «1С-Битрикс: Управление сайтом» в 2017 году признана самой популярной CMS среди топ-300 крупнейших российских интернет-магазинов с долей рынка в 28,7 %.

### «Битрикс24»
«Битрикс24» — сервис для управления бизнесом. Распространяется по Saas-модели или установкой коробочной версии «1С-Битрикс24» на собственном оборудовании.
По оценкам Института проблем предпринимательства, «Битрикс24» используют 5,5 % всех российских компаний.
По состоянию на 16 мая 2021 года в «Битрикс24» 9 миллионов зарегистрированных компаний.
20 июля 2020 года «Институт проблем предпринимательства» и J’son & Partners Consulting опубликовали совместное исследование рынка CRM в России:
- «Битрикс24» занял первое место в рейтинге известности среди CRM;
- «Битрикс24» на первом месте по доле внедрений CRM в российских компаниях.

### Финансовые показатели
В 2018 году партнёрская сеть «1С-Битрикс» насчитывала более 21187 компаний.
По оценке Forbes, стоимость компании на 2020 год составила 135 миллионов долларов.

По оценке сооснователя компании «1С-Битрикс», Сергея Рыжикова, доходы «Битрикс24» за рубежом сопоставимы с российскими. 
«Мы рассчитываем вырасти в 5 раз с текущего момента» — Из интервью Сергея Рыжикова для РБК Pro
В 2023 году выручка «1С-Битрикс» составила почти 4,6 млрд рублей (+42% к 2022 году), чистая прибыль — 1,4 млпд (+34,6%) при общем росте российского рынка CRM-систем в 20%.

## СМИ и рейтинги

### Forbes
Компания «1С-Битрикс» в рейтинге Forbes «20 самых дорогих компаний Рунета»:
- В 2017 году компания «1С-Битрикс» заняла 19-ю позицию в рейтинге «20 самых дорогих компаний Рунета — 2017», опубликованном журналом Forbes. По оценкам экспертов, стоимость компании в 2017 году составила 86 миллионов долларов[17];
- 2018 год — 18-я позиция. Оценка Forbes — 97 миллионов долларов[18];
- 2019 год — 15-я позиция. Оценка Forbes — 106 миллионов долларов[19].
- 2020 год — 11-я позиция. Оценка Forbes — 135 миллионов долларов[14].

### Конкурс «Премия Рунета»
Продукты компании неоднократно номинировались на конкурс «Премия Рунета»:
- «1С-Битрикс: Управление сайтом» в 2006 и 2008 году получил «Премию Рунета» в категориях «Технологии и инновации» и «Экономика и бизнес»;
- «Битрикс24» в 2011, 2012, 2017 и 2020 годах получил «Премию Рунета» в категориях «Экономика и бизнес», «Инновации и технологии» и «Экономика, бизнес и инвестиции».[20][21]

### Другие рейтинги
15 января 2020 года «1С-Битрикс» заняла 15-ю позицию в рейтинге быстрорастущих технологических компаний «ТехУспех — 2019».
Компания «1С-Битрикс» вошла в «Рейтинг работодателей России 2020 года», по версии HeadHunter, среди компаний с численностью 251—1000 человек, в номинациях:
- «Самые лояльные сотрудники»
- «Самые популярные у соискателей».[23]

Компания «1С-Битрикс» вошла в ТОП-10 лучших работодателей России 2021 года по версии HeadHunter среди компаний с численностью 251—1000 человек.